# Klubonibelia
Klubonibelia es un género de foraminífero bentónico de la subfamilia Endostaffellinae, de la familia Endothyridae, de la superfamilia Endothyroidea, del suborden Fusulinina y del orden Fusulinida. Su especie tipo es Klubonibelia immanis. Su rango cronoestratigráfico abarca el Viseense medio y superior (Carbonífero inferior).

## Discusión
Clasificaciones más recientes incluyen Klubonibelia en el suborden Endothyrina, del orden Endothyrida, de la subclase Fusulinana de la clase Fusulinata.

## Clasificación
Klubonibelia incluye a la siguiente especie:
- Klubonibelia immanis †